# HD 11964
HD 11964 — звезда-субгигант G-класса. Находится в созвездии Кита. Невооружённым глазом не видна. Находится на расстоянии около 110 световых лет от Солнечной системы.

## Планетная система
HD 11964 b — планета юпитерианского типа, которая была открыта в 2005 г. Масса планеты — 0.11 масс Юпитера. Расстояние от родительской звезды — 0.229 а. е.
HD 11964 c — открыта в 2007 г. Имеет массу около 70 % массы Сатурна.
HD 11964 d — открыта в 2007 г.